# 歌野晶午
歌野 晶午（うたの しょうご、1961年 -）は、日本の小説家、推理作家。本名は歌野 博史。主に本格推理小説を発表している。千葉県出身。東京農工大学農学部卒業。

## 経歴
高校時代は漫画研究部に所属。大学卒業後、編集プロダクションで働く傍ら、小説を執筆する。島田荘司のエッセイを参考に島田宅を訪れ、それをきっかけに島田の推薦により1988年に『長い家の殺人』でデビュー。ペンネームの「晶午」は島田が考案した。以後、『白い家の殺人』『動く家の殺人』の家シリーズなどの名探偵・信濃譲二の活躍を描くシリーズと、『ガラス張りの誘拐』『死体を買う男』などのノンシリーズものの執筆を行う。
1992年の『さらわれたい女』以後、一時作品の発表がとだえるが、1995年『ROMMY』で復活。以後、1年に1、2冊のペースで新作を発表し続ける。2003年に発表した『葉桜の季節に君を想うということ』は、2004年のこのミステリーがすごい!、本格ミステリ・ベスト10の各1位に選ばれ、第57回日本推理作家協会賞と、第4回本格ミステリ大賞を受賞し、高い評価を得た。

## 文学賞受賞・候補歴
太字が受賞したもの
- 1995年 - 「水難の夜」で第48回日本推理作家協会賞（短編および連作短編集部門）候補[3]。
- 1997年 - 「プラットホームのカオス」で第50回日本推理作家協会賞（短編および連作短編集部門）候補[4]。
- 2004年 - 『葉桜の季節に君を想うということ』で第57回日本推理作家協会賞（長編および連作短編集部門）受賞[5]、第4回本格ミステリ大賞（小説部門）受賞[6]。
- 2008年 - 『密室殺人ゲーム王手飛車取り』で第8回本格ミステリ大賞（小説部門）候補[7]。
- 2010年 - 『密室殺人ゲーム2.0』で第10回本格ミステリ大賞（小説部門）受賞[8]。
- 2012年 - 『春から夏、やがて冬』で第146回直木賞候補。

## ミステリ・ランキング
- 週刊文春ミステリーベスト10
  - 2000年 - 『安達ヶ原の鬼密室』20位
  - 2003年 - 『葉桜の季節に君を想うということ』2位
  - 2011年 - 『春から夏、やがて冬』17位
  - 2017年 - 『ディレクターズ・カット』20位

- このミステリーがすごい!
  - 2004年 - 『葉桜の季節に君を想うということ』1位
  - 2008年 - 『密室殺人ゲーム王手飛車取り』12位
  - 2010年 - 『密室殺人ゲーム2.0』18位
  - 2014年 - 『コモリと子守り』18位
  - 2015年 - 『ずっとあなたが好きでした』27位
  - 2018年 - 『ディレクターズ・カット』42位

- 本格ミステリ・ベスト10
  - 1999年 - 『ブードゥー・チャイルド』5位
  - 2001年 - 『安達ヶ原の鬼密室』20位
  - 2004年 - 『葉桜の季節に君を想うということ』1位
  - 2008年 - 『密室殺人ゲーム王手飛車取り』6位
  - 2010年 - 『密室殺人ゲーム2.0』1位
  - 2012年 - 『密室殺人ゲーム・マニアックス』8位
  - 2014年 - 『コモリと子守り』8位
  - 2018年 - 『ディレクターズ・カット』24位

## 作品

### 単行本

#### 名探偵・信濃譲二シリーズ
- 長い家の殺人（1988年9月 講談社ノベルス / 1992年3月 講談社文庫 / 2008年4月 講談社文庫【新装版】）
- 白い家の殺人（1989年2月 講談社ノベルス / 1992年2月 講談社文庫 / 2009年4月 講談社文庫【新装版】）
- 動く家の殺人（1989年8月 講談社ノベルス / 1993年5月 講談社文庫 / 2009年8月 講談社文庫【新装版】）
- 放浪探偵と七つの殺人（1999年6月 講談社ノベルス / 2002年7月 講談社文庫 / 2011年5月 講談社文庫【増補版】）
  - 収録作品：ドア⇄ドア / 幽霊病棟 / 烏勧請 / 有罪としての不在 / 水難の夜 / W=mgh / 阿闍梨天空死譚 / マルムシ（増補版のみ）

#### 密室殺人ゲームシリーズ
- 密室殺人ゲーム王手飛車取り（2007年1月 講談社ノベルス / 2010年1月 講談社文庫）
- 密室殺人ゲーム2.0（2009年8月 講談社ノベルス / 2012年7月 講談社文庫）
- 密室殺人ゲーム・マニアックス（2011年9月 講談社ノベルス / 2015年1月 講談社文庫）

#### 舞田ひとみシリーズ
- 舞田ひとみ11歳、ダンスときどき探偵（2007年11月 光文社 カッパ・ノベルス / 2010年7月 光文社文庫）
  - 【改題】名探偵、初心者ですが 舞田ひとみの推理ノート（2021年2月 角川文庫）
    - 収録作品：黒こげおばあさん、殺したのはだあれ？ / 金、銀、ダイヤモンド、ザックザク / いいおじさん、わるいおじさん / いいおじさん? わるいおじさん? / トカゲは見ていた知っていた / そのひとみに映るもの
- 舞田ひとみ14歳、放課後ときどき探偵（2010年10月 光文社 カッパ・ノベルス / 2013年8月 光文社文庫）
  - 【改題】名探偵は反抗期 舞田ひとみの推理ノート（2021年5月 角川文庫）
    - 収録作品：白＋赤＝シロ / 警備員は見た！ / 幽霊は先生 / 電卓男 / 誘拐ポリリズム / 母
- コモリと子守り（2012年12月 光文社）
  - 【改題】誘拐リフレイン 舞田ひとみの推理ノート（2020年11月 角川文庫）

#### その他
- ガラス張りの誘拐（1990年8月 カドカワノベルズ / 1995年6月 講談社文庫 / 2002年5月 角川文庫）
- 死体を買う男（1991年5月 カッパ・ノベルス / 1995年2月 光文社文庫 / 2001年11月 講談社文庫）
- さらわれたい女（1992年1月 カドカワノベルズ / 1997年11月 講談社文庫 / 2006年1月 角川文庫）
- ROMMY そして歌声が残った（1995年7月 講談社ノベルス）
  - 【改題】ROMMY 越境者の夢（1998年5月 講談社文庫 / 2011年1月 講談社文庫【新装版】）
- 正月十一日、鏡殺し（1996年9月 講談社ノベルス / 2000年1月 講談社文庫 / 2011年12月 講談社文庫【新装版】）
  - 収録作品：盗聴 / 逃亡者大河内清秀 / 猫部屋の亡者 / 記憶の囚人 / 美神崩壊 / プラットホームのカオス / 正月十一日、鏡殺し
- ブードゥー・チャイルド（1998年7月 角川書店 / 2001年8月 角川文庫）
- 安達ヶ原の鬼密室（2000年1月 講談社ノベルス / 2003年3月 講談社文庫 / 2016年4月 祥伝社文庫）
- 生存者、一名（2000年11月 祥伝社文庫）
- 世界の終わり、あるいは始まり（2002年2月 角川書店 / 2006年10月 角川文庫）
- 館という名の楽園で（2002年6月 祥伝社文庫）
- 葉桜の季節に君を想うということ（2003年3月 文藝春秋 本格ミステリ・マスターズ / 2007年5月 文春文庫）
- 家守（2003年11月 光文社 カッパ・ノベルス / 2007年1月 光文社文庫 / 2014年7月 角川文庫）
  - 収録作品：人形師の家で / 家守 / 埴生の宿 / 鄙 / 転居先不明
- ジェシカが駆け抜けた七年間について（2004年2月 原書房 / 2008年10月 角川文庫）
- 魔王城殺人事件（2004年9月 講談社 ミステリーランド / 2012年5月 講談社ノベルス / 2020年3月 講談社文庫）
- 女王様と私（2005年8月 角川書店 / 2009年8月 角川文庫）
- そして名探偵は生まれた（2005年10月 祥伝社 / 2009年2月 祥伝社文庫）
  - 収録作品：そして名探偵は生まれた / 生存者、一名 / 館という名の楽園で / 夏の雪、冬のサンバ（文庫版のみ収録）
- ハッピーエンドにさよならを（2007年8月 角川書店 / 2010年9月 角川文庫）
  - 収録作品：おねえちゃん / サクラチル / 天国の兄に一筆啓上 / 消された15番 / 死面 / 防疫 / 玉川上死 / 殺人休暇 / 永遠の契り / In the lap of the mother / 尊厳、死
- 絶望ノート（2009年5月 幻冬舎 / 2012年8月 幻冬舎文庫）
- 春から夏、やがて冬（2011年10月 文藝春秋 / 2014年6月 文春文庫）
- ずっとあなたが好きでした（2014年10月 文藝春秋 / 2017年12月 文春文庫）
  - 収録作品：ずっとあなたが好きでした / 黄泉路より / 遠い初恋 / 別れの刃 / ドレスと留袖 / マドンナと王子のキューピッド / まどろみ / 幻の女 / 匿名で恋をして / 舞姫 / 女！ / 錦の袋はタイムカプセル / 散る花、咲く花
- Dの殺人事件、まことに恐ろしきは（2016年11月 KADOKAWA / 2019年10月 角川文庫）
  - 収録作品：椅子？人間！ / スマホと旅する男 / Dの殺人事件、まことに恐ろしきは / 『お勢登場』を読んだ男 / 赤い部屋はいかにリフォームされたか？ / 陰獣幻戯 / 人でなしの恋からはじまる物語
- ディレクターズ・カット（2017年9月 幻冬舎）
  - 【改題】明日なき暴走（2020年10月 幻冬舎文庫）
- 間宵の母（2019年11月 双葉社 / 2022年9月 双葉文庫）
- 首切り島の一夜（2022年9月 講談社）
- それは令和のことでした、（2024年4月 祥伝社）
  - 収録作品：彼の名は / 有情無情 / わたしが告発する！ / 君は認知障害で / 死にゆく母にできること / 無実が二人を分かつまで / 彼女の煙が晴れるとき / 花火大会

### アンソロジー
「」内が収録されている歌野晶午の作品

#### ザ・ベストミステリーズ 推理小説年鑑
- 推理小説代表作選集 1995年版（1995年6月 講談社）「水難の夜」
  - 【改題】犯行現場にもう一度 ミステリー傑作選33（1997年10月 講談社文庫）
- 推理小説代表作選集 1997年版（1997年6月 講談社）「プラットホームのカオス」
  - 【改題】殺人哀モード ミステリー傑作選37（2000年4月 講談社文庫）
- ザ・ベストミステリーズ 1998（1998年6月 講談社）「ドア⇄ドア」
  - 【改題】完全犯罪証明書 ミステリー傑作選39（2001年4月 講談社文庫）
- ザ・ベストミステリーズ 1999（1999年6月 講談社）「烏勧請」
  - 【改題】殺人買います ミステリー傑作選41（2002年8月 講談社文庫）
- ザ・ベストミステリーズ 2004（2004年7月 講談社）「転居先不明」
  - 【改題】孤独な交響曲 ミステリー傑作選（2007年4月 講談社文庫）
- ザ・ベストミステリーズ 2015（2015年5月 講談社）「散る花、咲く花」
  - 【分冊・改題】Propose 告白は突然に ミステリー傑作選（2018年5月 講談社文庫）
- ザ・ベストミステリーズ 2017（2017年5月 講談社）「陰獣幻戯」

#### その他
- 奇想の復活 ミステリーの愉しみ5（1992年8月 立風書房）「阿闍梨天空死譚」
- 密室殺人大百科 下 時の結ぶ密室（2000年7月 原書房 / 2003年9月 講談社文庫）「夏の雪、冬のサンバ」
- 新世紀犯罪博覧会（2001年3月 光文社 カッパノベルス）「二十一世紀の花嫁」
- マスカレード 異形コレクション21（2002年1月 光文社文庫）「死面」
- 絶海（2002年10月 祥伝社 ノン・ノベル）「生存者、一名」
- 川に死体のある風景（2006年5月 東京創元社 / 2010年3月 創元推理文庫）「玉川上死」
- 極上掌篇小説（2006年11月 角川書店）「永遠の契り」
- 作家の手紙（2007年2月 角川書店 / 2010年11月 角川文庫）「哀悼の手紙 天国の兄に一筆啓上」
- 事件の痕跡（2007年11月 光文社 カッパ・ノベルス / 2012年4月 光文社文庫）「玉川上死」
- 9の扉（2009年7月 マガジンハウス / 2013年11月 角川文庫）「母ちゃん、おれだよ、おれおれ」 - 北村薫、法月綸太郎らとのリレー短編集
- 暗闇を見よ（2010年11月 光文社 カッパ・ノベルス / 2015年4月 光文社文庫）「おねえちゃん」
- ベスト本格ミステリ2014（2014年6月 講談社ノベルス）「黄泉路より」
  - 【改題】子ども狼ゼミナール（2018年1月 講談社文庫）
- 私がデビューしたころ ミステリ作家51人の始まり（2014年6月 東京創元社）※エッセイアンソロジー「無謀に無謀を重ねて」
- 綾辻行人選 スペシャル・ブレンド・ミステリー 謎009（2014年9月 講談社文庫）「ドア⇄ドア」
- ベスト本格ミステリ2015（2015年6月 講談社ノベルス）「舞姫」
  - 【再編集・改題】ベスト本格ミステリ TOP5 短編傑作選001（2018年12月 講談社文庫）
- みんなの少年探偵団2（2016年3月 ポプラ社 / 2018年4月 ポプラ文庫）「五十年後の物語」
- 悪意の迷路（2016年11月 光文社 / 2019年5月 光文社文庫）「ドレスと留袖」
- 7人の名探偵 新本格30周年記念アンソロジー（2017年9月 講談社ノベルス / 2020年8月 講談社文庫）「天才少年の見た夢は」

### リレー小説
- 堕天使殺人事件（1999年9月 角川書店 / 2002年5月 角川文庫）「第六章 棺の花嫁」- 新世紀「謎」倶楽部によるリレー小説

## メディア・ミックス

### 映画
- カオス（2000年10月21日公開、配給：タキコーポレーション / サンセントシネマワークス、監督：中田秀夫、主演：中谷美紀・萩原聖人、原作：さらわれたい女）

### テレビドラマ
- さらわれたい女（1992年9月1日、日本テレビ系「火曜サスペンス劇場」枠、主演：奥田瑛二）
- 北の捜査線・小樽港署（2002年1月13日、BSジャパン「女と愛とミステリー」枠、主演：奥田瑛二、原作：ガラス張りの誘拐）

### バラエティー
- 超再現!ミステリー（2012年8月21日、日本テレビ系、「さらわれたい女」を再現ドラマとして放送）

### 漫画
- 幽霊病棟 放浪探偵信濃譲二の事件簿（風祭荘太作画、2004年9月 秋田書店）
  - 収録作品：幽霊病棟 / 男子学生寮殺人事件（【改題】有罪としての不在） / ドア⇄ドア / 水難の夜